# زاريتشتشيا (زاكارباتسكا)
زاريتشتشيا (Заріччя) هي مدينة في مقاطعة زاكارباتسكا في أوكرانيا.
يبلغ عدد سكانها حوالي 3890 نسمة.